# Otto Muehl
Otto Muehl (né le 16 juin 1925, à Grodnau, au Burgenland, Autriche et mort le 26 mai 2013 à Moncarapacho, Olhão, Portugal,) est un des cofondateurs, et un membre important, du Wiener Aktionismus ou actionnisme viennois. En 1972, il fonde l'Aktionsanalytische Organisation (AAO), communément appelée communauté Friedrichshof qui existera pendant plusieurs années avant de se dissoudre dans les années 1990.

## Biographie

### Jeunesse
En 1943, à 18 ans, Otto Muehl sert dans la Wehrmacht et, en 1944, est envoyé au front. Après la guerre, il étudie l'allemand[réf. nécessaire], l'histoire et la pédagogie de l'art à l’Akademie der bildenden Künste Wien (« Académie des beaux-arts de Vienne »).
Ses réflexions sur la guerre sont à lire dans Sortir du bourbier, aux éditions Les presses du réel.

### L'actionnisme viennois
Peintre, Otto Muehl cherche à « dépasser la peinture picturale par la représentation du procès de sa destruction ». Il fait des plastiques à partir de déchets[pas clair] (Gerümpelplastiken), puis il passe à l’Aktion.
En 1962, sa première « Aktion » sera Die Blutorgel (« L'Orgue de sang »), qui a eu lieu chez lui, avec Adolf Frohner et Hermann Nitsch. La Fest des psycho-physischen Naturalismus et Versumpfung einer Venus suivent en 1963. De 1964 à 1966, beaucoup de Malaktionen ont été filmées et photographiées.
En 1968, Muehl, Brus et Oswald Wiener organisent une Aktionsveranstaltung Kunst und Revolution à l'Université de Vienne, qui a causé un scandale dans la presse ; Brus a été condamné à six mois de prison, Muehl à deux mois. Brus fuit à Berlin.
- 1960 : destruction du matériau, destruction du tableau, sculptures de bric à brac
- 1963 : action avec matériau (materialaktion) avec le corps humain, l'être intégré dans le processus de création, être comme tableau
- 1966 : actionnisme dynamique, cris, respiration, gestes
- 1970 : actionnisme, recherche de pratique de vie utopique
- 1974 : actionnisme émotionnel, représentation de soi (SD)
- 2009 : actionnisme en tant que recherche d'élaboration de société

### La communauté
Muehl s'éloigne progressivement du mouvement actionniste. Il considère les happenings comme une forme d'« art bourgeois, simplement de l'art ».
Ces réflexions sur l'« art bourgeois » mènent en 1971 et 1972 à la construction d'une communauté, appelée AAO (« Aktionsanalytische Organisation »), conçue comme un projet de contre-société. Symbole de refus de l'esthétique conventionnelle, tous les membres de la communauté ont le crâne rasé et portent tous les mêmes salopettes à rayures bleu et blanc.
Inspiré entre autres par les écrits de Wilhelm Reich, la Gestalt-thérapie de Fritz Perls, Alexander Lowen (thérapie bioénergetique) et Arthur Janov (thérapie du cri originel, ou « cri primal »), Muehl développe l'« Aktionsanalyse », qui se voulait une nouvelle forme de thérapie qui cherche à provoquer une régression émotionnelle censée permettre de vivre une re-naissance, puis de re-parcourir le développement psycho-social de manière positive.
Cette thérapie est d'abord individuelle, faisant partie intégrante de la vie de la communauté, à côté de la pratique de la « sexualité libre », de la « propriété commune », de l'éducation commune des enfants et de l'encouragement de la créativité artistique. Puis se développe la Selbstdarstellung, ou SD (en français : « Représentation de soi-même »), forme d'expression personnelle devant le public de la communauté, à vocation partiellement thérapeutique. Elle encourage certaines formes d'expression artistique. Elle détermine aussi la position sociale des individus dans la hiérarchie de la communauté.
Cette hiérarchie doit remplacer les hiérarchies de la société et être le reflet du degré de développement atteint par ses membres. Toutes les formes de vie sont analysées. Le couple est rejeté en tant qu'outil principal de l'État, l'homosexualité est considérée à cette époque comme une conséquence de la vie en famille. Le groupe vise la liberté sexuelle et radicalise ses idées sur ces thèmes.
Pour mieux réaliser ses projets utopiques, la communauté achète en 1974 une ancienne exploitation agricole appelée Friedrichshof (de), dans le Burgenland, près de Vienne. La communauté compte de plus en plus d'adeptes, qui forment dès les années 1970 des communautés annexes dans différentes villes européennes, avec jusqu'à 40 membres : entre autres à Vienne, Munich, Genève, Nuremberg, Hambourg, Brême, Berlin, Oslo et Paris.
Friedrichshof devient le centre de la communauté et le domicile de Muehl, où vivent jusqu'à 700 personnes. Des ateliers sont créés et une activité agricole se développe. Après la crise financière de 1979, et surtout après la catastrophe de Tchernobyl en 1986, la communauté se referme de plus en plus sur elle-même et est de plus en plus considérée comme une secte.
La doctrine d'Otto Muehl est que tout le mal vient de la « petite structure familiale » qu'il faut à tout prix casser. En séparant les mères des enfants, en prônant l'amour libre, en incitant les enfants « à jouer à baiser », en créant une structure hiérarchique très pesante, dépendant de son seul bon vouloir, Otto, père universel, « Dieu » pour les enfants, créé un groupe où la manipulation psychique (dont Otto Muehl sera accusé et qui lui vaudront 7 ans de prison) est intense, et aboutit au pire.
Dans un dossier consacré à l'AAO, le bulletin de l'Union nationale des associations de défense des familles et de l'individu qualifie Otto Muehl de "gourou" et reproche au monde de l'Art une forme de complaisance ou d'indifférence vis-à-vis de cet artiste, dont la cote ne descend pas et dont les œuvres sont souvent présentées au public des musées sans effort de contextualisation.

### Fin de la communauté
Des tensions surgissent entre les membres de la communauté pendant les années 1980.
En 1988, une procédure pénale est ouverte contre Muehl qui est condamné en 1991 à sept ans de prison ferme pour viols et abus sur mineurs,,.
Après sa libération de prison, Muehl vit au Portugal avec cinq familles d'artistes.

## Filmographie
- Juliane Großheim, Les Enfants de Friedrichshof, la commune d'Otto Muehl[11]

- Le Gourou et les Enfants (Servus Papa, See You in Hell) de Christopher Roth (film allemand de 2022)[12]